# Corrupció a Luxemburg
Corrupció a Luxemburg és el nivell de corrupció a Luxemburg, en general molt baix. Al país hi ha un fort marc legal per a la lluita contra la corrupció.
Les lleis anticorrupció s'apliquen de manera eficaç, malgrat això, la corrupció política apareix. Segons el Baròmetre Global de Transparència Internacional de la Corrupció de l'any 2013, el 53% de les llars sotmeses a enquesta donen als partits polítics «corruptes» o «extremament corruptes», i el 33% tenen la mateixa opinió sobre el Parlament. D'altra banda, un nombre significatiu de les llars sotmeses a enquesta consideren que la lluita del govern contra la corrupció és «ineficaç» i la corrupció ha augmentat en els últims dos anys.
Pel que fa als negocis i la corrupció, les empreses no consideren la corrupció un obstacle per fer negocis a Luxemburg, segons l'Informe de Competitivitat Global 2013-2014 del Fòrum Econòmic Mundial. Tanmateix, d'altres fonts indiquen que la coincidència entre els negocis i la política a Luxemburg dona oportunitats per a la corrupció, i no existeix un codi de comportament centrat en la corrupció, de conflicte d'interessos i el favoritisme de contractació dels funcionaris.